# Rabattement de nappe
Un rabattement de nappe est une baisse du niveau piézométrique zéro (plafond) d'une nappe phréatique induit par un pompage ou une vidange naturelle ou accidentelle de la nappe.

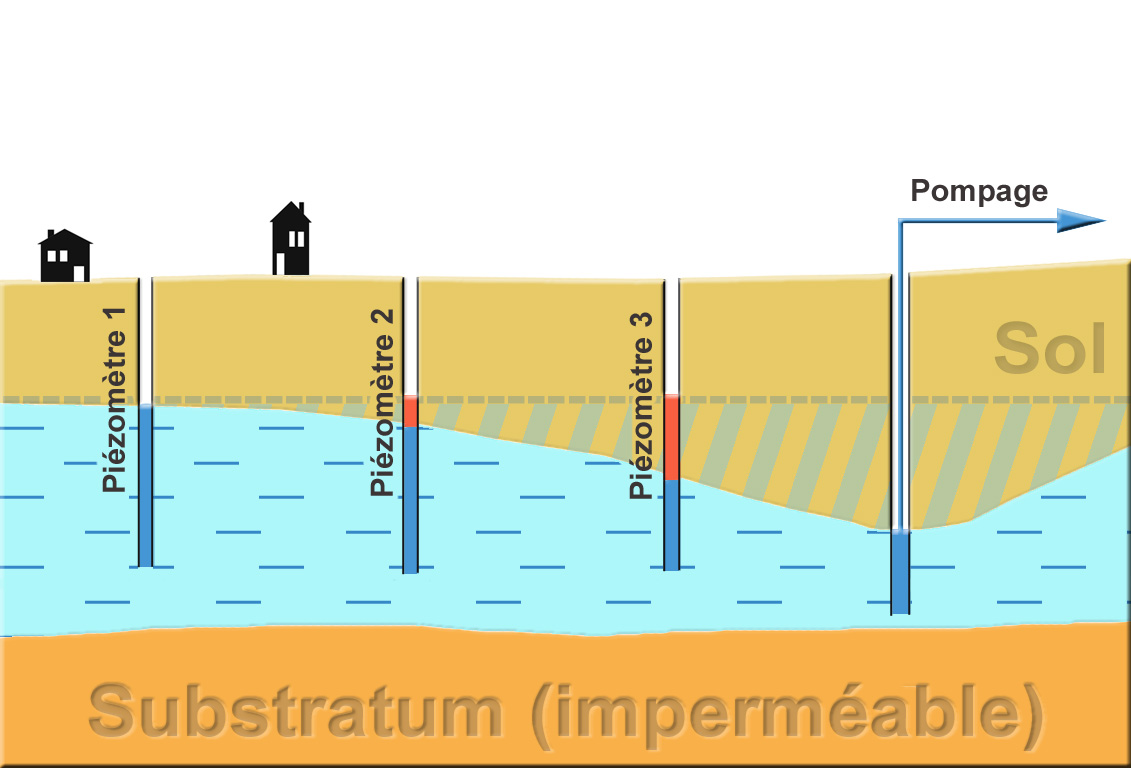
3 piézomètres posés à une certaine distance d'un forage actif (pompage d'eau de la nappe phréatique libre) permettent de mesurer l'importance du rabattement de nappe autour du point de captage. En rouge : le déficit par rapport au niveau théorique dit "niveau piézométrique zéro", ici figuré par le pointillé bleu horizontal, correspondant au plafond théorique de la nappe).

## Description
Un rabattement peut survenir lors du pompage des eaux d'une nappe phréatique[réf. souhaitée]. On parle de cône de rabattement pour désigner l'abaissement du niveau d'eau de la nappe autour du point de pompage. La pente du cône de rabattement dépend des caractéristiques hydrauliques du sous sols, la perméabilité, les risques de colmatage et le diamètre des matériaux des différentes couches géologiques etc. On parle également de conductivité hydraulique des sols. Il est possible de calculer mathématiquement la forme et la pente de ce cône, il est par exemple souvent fait usage de la loi de Darcy. Avec ces différents paramètres, il est possible de modéliser l'évolution des nappes en cas de pompage.

## Rabattement involontaire
Un abaissement du niveau des nappes phréatiques involontaire peut se produire lors d'une érosion régressive importante ou l'enfoncement du lit d'une rivière (voir aussi : rivière encaissée) ou encore à la suite d'un soulèvement tectonique des plaines ou d’un abaissement du plancher océanique ou du niveau de base. Un abaissement peut également se produire à la suite de mouvements géologiques et à des modifications du sous-sol. Par exemple lors de la déchirure du substratum.

## Rabattement volontaire
Il consiste à abaisser, durablement ou temporairement (le temps d'un chantier par exemple), le niveau d'eau d'une nappe phréatique ou d'une nappe d'eau souterraine (voire d'une étendue d'eau : lacs, anciennes carrières, etc.). 
Ceci peut se faire suivant les méthodes suivantes :
- par des pointes ou aiguilles filtrantes réparties autour de la zone de rabattement. Les pointes filtrantes sont reliées à un réseau en dépression (ce qui limite la profondeur à environ 6 mètres). Cette méthode est réservée pour des sols de perméabilité de 10-7 à 10-4 m/s (peu perméables). Diamètre approximatif : 100 mm pour chaque pointe ;
- par des puits filtrants. Des pompes sont installées au fond des puits. Cette méthode est réservée pour des sols de perméabilité de 10-4 à 10-2 m/s (perméables). Diamètre approximatif 0,3 à 1 mètre.
- par tranchées drainantes ;
- en plus des pompes, il est souvent fait usage de systèmes de rétention des eaux comme des palplanches.

### Objectifs
L'abattement de nappe peut être un effet souhaité et volontaire qui permet d’accéder localement et temporairement à une zone qui est normalement inondée. Cela permet par exemple d'extraire des roches meubles d'un sol, de réaliser des travaux de génie civil lors d'une excavation du sous-sol en présence d'une nappe phréatique, en bordure d'un lac ou d'un cours d'eau.
Un cône de rabattement de la nappe phréatique peut empêcher des éléments polluants de se disperser dans le sous-sol. Par exemple, en cas de pollution par des éléments radioactifs solubles ou des hydrocarbures dans une nappe phréatique, l'installation de pompe au point de pollution permet de circonscrire les éléments dans le cône de rabattement.

## Effets négatifs
Un pompage trop important des eaux de la nappe phréatique peut causer un rabattement général des niveaux d'eaux souterraines avec des conséquences plus ou moins graves. Un abaissement des niveaux d'eau souterraines peut entraîner un assèchement des cours d'eau, lorsque ces cours d'eau sont alimentés par les eaux souterraines. Une diminution du niveau d'eau peut mettre en péril la végétation dont les racines qui n'ont dès lors plus accès aux masses d'eaux souterraines.

## Contrôle des rabattements de nappe
La surveillance des niveaux d'eau des nappes phréatiques permet d'anticiper d'éventuelles pénuries d'eau pour l'irrigation ou l'alimentation en eau potable. Pour contrôler et surveiller les niveaux des nappes et l'importance des cônes de rabattement dans le cas de pompage, on réalise des séries de forages avec installation de piézomètres.